# Coupe du monde de triathlon 2024
Navigation
Édition précédente Édition suivante
La coupe du monde de triathlon 2024 est composée de quatorze courses organisées par la Fédération internationale de triathlon (World Triathlon). Depuis 2009, le classement final n'existe plus et les points gagnés sur ces étapes sont intégrés au séries mondiales de triathlon qui décernent le titre de champion du monde de triathlon.

## Victoires d'étapes par nation
| Rang | Nation           | Victoires |
| ---- | ---------------- | --------- |
| 1    | Allemagne        | 5         |
| 2    | Australie        | 3         |
| -    | Royaume-Uni      | 3         |
| 4    | Espagne          | 2         |
| -    | États-Unis       | 2         |
| -    | France           | 2         |
| -    | Pays-Bas         | 2         |
| 8    | Belgique         | 1         |
| -    | Brésil           | 1         |
| -    | Danemark         | 1         |
| -    | Hongrie          | 1         |
| -    | Mexique          | 1         |
| -    | Norvège          | 1         |
| -    | Nouvelle-Zélande | 1         |
| -    | Suisse           | 1         |
| -    | Suède            | 1         |

## Détails des podiums individuels
| Date (Distance)               | Lieu         | Homme                     | Homme                   | Homme                        | Femme                  | Femme                         | Femme              |
| Date (Distance)               | Lieu         | Médaille d'or             | Médaille d'argent       | Médaille de bronze           | Médaille d'or          | Médaille d'argent             | Médaille de bronze |
| ----------------------------- | ------------ | ------------------------- | ----------------------- | ---------------------------- | ---------------------- | ----------------------------- | ------------------ |
| 27 février (S - Sprint)       | Napier       | Callum McClusky           | Hayden Wilde            | Alberto González García      | Sophie Linn            | Sophie Alden                  | Olivia Mathias     |
| 24 mars (S - Sprint)          | Hong Kong    | Alberto González García   | Antonio Serrat Seoane   | Kenji Nener                  | Sian Rainsley          | Katie Zaferes                 | Kirsten Kasper     |
| 30 mars (Super-sprint Indoor) | Liévin       | Vetle Bergsvik Thorn      | Vincent Luis            | Casper Stornes               | Laura Lindemann        | Georgia Taylor-Brown          | Gwen Jorgensen     |
| 20 avril (S - Sprint)         | Wollongong   | Luke Willian              | Jamie Riddle            | Diego Moya                   | Tilda Månsson          | María Carolina Velásquez Soto | Ainsley Thorpe     |
| 29 avril (M - Olympique)      | Chengdu      | Max Stapley               | Jonas Schomburg         | Tayler Reid                  | Julie Derron           | Tilda Månsson                 | Roksana Slupek     |
| 18 mai (M - Olympique)        | Samarcande   | Connor Bentley            | Yanis Seguin            | Jonas Schomburg              | Lena Meißner           | Jessica Fullagar              | Tilda Månsson      |
| 18-19 mai (S - Sprint)        | Huatulco     | Richard Murray            | Mathis Beaulieu         | John Reed                    | Alberte Kjær Pedersen  | Rachel Klamer                 | Solveig Løvseth    |
| 6-7 juillet (S - Sprint)      | Tiszaújváros | Csongor Lehmann           | Connor Bentley          | Valentin Morlec              | Annika Koch            | Vicky Holland                 | Diana Isakova      |
| 8 septembre (M - Olympique)   | Karlovy Vary | John Reed                 | Casper Stornes          | Kevin Tarek Viñuela González | Maya Kingma            | Petra Kuříková                | Gina Sereno        |
| 14 septembre (S - Sprint)     | Valence      | David Cantero del Campo   | Callum McClusky         | Sergio Baxter Cabrera        | Lisa Tertsch           | Olivia Mathias                | Candice Denizot    |
| 5-6 octobre (S - Sprint)      | Rome         | Yanis Seguin              | Luke Willian            | Baptiste Passemard           | Nina Eim               | Alissa Konig                  | Jolien Vermeylen   |
| 26 octobre (M - Olympique)    | Tongyeong    | Dylan McCullough          | David Cantero Del Campo | Maciej Bruzdziak             | Jolien Vermeylen       | Summer Rappaport              | Sian Rainsley      |
| 8-9 novembre (S - Sprint)     | Miyazaki     | Maxime Hueber-Moosbrugger | Ben Dijkstra            | Kenji Nener                  | Gwen Jorgensen         | Alissa Konig                  | Jolien Vermeylen   |
| 8-9 novembre (S - Sprint)     | Brasilia     | Manoel Messias            | Callum McClusky         | Sergio Baxter Cabrera        | Rosa Maria Tapia Vidal | Sandra Dodet                  | Tamara Gorman      |